# Ctenocalops angolensis
Ctenocalops angolensis är en stekelart som beskrevs av Heinrich 1967. Ctenocalops angolensis ingår i släktet Ctenocalops och familjen brokparasitsteklar. Inga underarter finns listade i Catalogue of Life.